# XMind
Xmind est un logiciel de carte mentale et de brainstorming, développé par Xmind Ltd. En plus des éléments de gestion, le logiciel peut être utilisé pour capturer des idées, clarifier la pensée, gérer des informations complexes et promouvoir la collaboration d'équipe. En avril 2013, Xmind a été sélectionné comme le logiciel de cartographie mentale le plus populaire sur Lifehacker (en) .
Il prend en charge les cartes mentales, les diagrammes de causes et effets, les diagrammes en arbre, les organigrammes, les feuilles de calcul, le diagramme d'Ishikawa etc. Normalement, il est utilisé pour la gestion des connaissances, les procès-verbaux de réunion, la gestion des tâches et faire avancer les choses : Getting Things Done. Il est actuellement disponible sur toutes les plateformes, y compris Windows, macOS, Linux, iOS/iPadOS, Android, et Web.

## Éditions
Depuis novembre 2022, il existe deux principales éditions de licence de Xmind, qui sont Xmind (édition actuelle) et XMind 8 (ancienne édition).
Xmind est une édition par abonnement et prend en charge toutes les plates-formes compatibles avec tous les types de fichiers .xmind.
XMind 8 est une édition héritée avec une licence à vie. La dernière version de XMind 8 est également compatible avec tous les types de fichiers .xmind.

## Jalons importants

### Application basée sur Eclipse et open source
Avant XMind 8 (inclus), l'application est basée sur Eclipse Rich Client Platform 3.4 pour son shell et Eclipse Graphical Editing Framework  pour ses principaux éditeurs. Cela dépend de Java Runtime Environment 5.0 et versions ultérieures.
| Année et mois | Jalons        | Remarque                |
| ------------- | ------------- | ----------------------- |
| 2007.01       | XMIND 2007    | -                       |
| 2007.09       | XMIND 2008    | -                       |
| 2008.12       | XMind 3       | Core code open-sourced. |
| 2012.09       | XMind 2012    | -                       |
| 2013.12       | XMind 2013    | -                       |
| 2014.11       | XMind 6       | -                       |
| 2015.11       | XMind 7       | -                       |
| 2016.11       | XMind 8       | -                       |
| 2017.12       | XMind for iOS | -                       |

### Application basée sur Electron
À partir de XMind : Zen, le développement de l'application est passé à Electron (framework).
| Année et mois | Jalons            | Remarque                                             |
| ------------- | ----------------- | ---------------------------------------------------- |
| 2018.01       | XMind: Zen        | Product completedly rewrote.                         |
| 2018.07       | XMind for Android | -                                                    |
| 2020.03       | XMind 2020        | XMind 2020 replaced XMind 8 as the flagship version. |
| 2020.09       | XMind.works       | The web edition of Xmind                             |
| 2021.05       | XMind 2021        | -                                                    |
| 2022.03       | Xmind 2022        | -                                                    |

## Prix
- XMIND 2008 remporte le prix "Meilleure application RCP commerciale" de la Fondation Eclipse[4],
- XMIND 3 remporte le prix "Le meilleur projet pour le milieu universitaire" aux SourceForge.net Community Choice Awards[5],
- XMIND est choisi par PC World pour être inclus dans Productivity Software : Best of 2010[6],
- XMind 2013 est sélectionné comme "le logiciel de cartographie mentale le plus populaire" sur Lifehacker[7],
- XMind remporte le "Red Herring Asia Top 100"[8],
- XMind est classé "Le meilleur outil technique de brainstorming et de cartographie mentale" sur lifehack[9].
- XMind a été présenté dans l'App Store comme "App du jour" en mars 2018[10].

## Format de fichier
Un classeur Xmind peut contenir plusieurs feuilles, comme dans le logiciel spreadsheet. Chaque feuille peut contenir plusieurs sujets, y compris un sujet central, plusieurs sujets principaux et plusieurs sujets flottants. Diverses structures peuvent être insérées dans une carte mentale, permettant à la carte mentale de visualiser les informations de différentes manières.
Le dernier format de fichier .xmind implémentant Xmind Workbooks consiste en une archive compressée ZIP contenant un document JSON pour le contenu, un fichier image .png pour vignettes et certains répertoires pour les pièces jointes. Le format de fichier est ouvert et basé sur certains principes d'OpenDocument/OfficeOpenXML.